# キーパーソン
キーパーソン（key person）とは、その名の示すとおり、任意の組織、コミュニティ、人間関係の中で、とくに大きな影響を全体におよぼす、「鍵となる人物」のこと。英語 key person は、以前には keyman と呼んでいたものを性差的なポリティカル・コレクトネスに配慮して言い換えたものである。

## 定義
現実社会においては、特定のグループ（家族、職場、学校など）で何かを決定して行動する時、意思決定などに強い影響力を持つ人物を指す。
フィクション作品においては、物語のきっかけとなった（または事件解決の鍵を握る、ストーリー等の謎を解くための鍵となる）人物のこと。主人公ではないが、主人公と同等か、あるいはそれ以上に物語の展開に影響を与える人物、もしくは物語がその人物についての記述や行動内容を中心として展開されること。大抵の男性の場合はキーマン、子供や動物などの場合はキーキャラクター、女性の場合はキーウーマン・裏ヒロインと呼ばれる。

## 現実社会においてキーパーソンとなりやすい存在
- 家族 - 父親、母親、夫、妻、子、祖父母、嫁、姑、兄弟姉妹など
- 職場 - 企業の幹部（会長、社長、重役）、上司、プロジェクトリーダーなど
- 学校 - 教員、特定の生徒など

### 具体例
- ある患者が病気で入院した場合、治療として手術等の外科的治療と服薬による内科的治療を選択する際、患者本人に意思決定能力が欠如（または弱い）時、家族の中で中心となって選択に関与する人物がキーパーソンとなる。
- ストレスが原因とされる疾患になった患者で、治療効果を高めるためにはストレッサーを排除する必要がある。このストレッサーが人間の場合、キーパーソンと呼ばれる。
- 学校や会社の会議で、積極的に議論を展開する人物はキーパーソンとなりうる。しかし、肩書なども関係するため、当てはまらない場合もある。